# شارع محمد الخامس (الرباط)
شارع محمد الخامس أو شارع دار المخزن هو طريق رئيسي في وسط مدينة الرباط، المغرب، تم إنشاء قسمه الرئيسي أثنان الحماية الفرنسية على المغرب وتم تطويره بين عامي 1915 و1932. في الطرف الجنوبي يوجد مسجد السنة الذي يعود تاريخه إلى القرن الثامن عشر.

## اسم
قبل استقلال المغرب في مارس 1956، كان ما يُعرف الآن بشارع محمد الخامس يندرج تحت عدة أسماء: من الشمال إلى الجنوب، شارع الجزة، شارع الباب الجديد، شارع باب التبن، شارع دار المخزن، شارع الحسن الثاني؛ شارع المنصور الذهبي؛ وشارع مولاي حسن، وأعيد تسمية تكريما للملك محمد الخامس في يوليو 1956.

## التصميم الحضري
يُعد شارع محمد الخامس مثالًا رئيسيًا على التصميم الحضري، حيث شجع أول مقيم عام هوبير ليوتي على إنشاء "مدن جديدة" (بالفرنسية: villes nouvelles) بجانب المدن القديمة لكي تحافظ على شكلها الحضري التقليدي، في الرباط، كما في الدار البيضاء وفاس ومراكش ومكناس، قرر هنري بروست تصميم مدينة الرباط الجديدة، بمساعدة منسق المناظر الطبيعية جان فوريستير.

## أبنية بارزة
الجزء الشمالي من الشارع هو أحد الطرق التي تتقاطع مع مدينة الرباط القديمة، تصطف على جانبيه المحلات التجارية والعديد من المساجد، النقطة التي يعبر فيها السور الأندلسي هي موقع السوق المركزي للمدينة، وإلى الجنوب، يصطف الجزء المركزي الأوسع من الشارع بعدد من المباني الشهيرة التي تستضيف مؤسسات مغربية كبرى؛ وتشمل تقريبًا من الشمال إلى الجنوب ومن الغرب إلى الشرق:
- مبنى المحكمة السابق تم بناؤه في عشرينيات القرن الماضي.[6]
- المكتب المركزي للبريد في الرباط، الذي صممه أدريان لافورغ وألبير لابراد، الذي اكتمل في عام 1918.[7]
- المقر الرئيسي لبنك المغرب (حتى 1959، صممه أوغست كاديت[الفرنسية] وإدموند بريون واكتمل في عام 1925.[8]
- مبنى اتصالات المغرب
- البرلمان المغربي، الذي كان سابقًا مبنى المحكمة المركزية في الرباط الذي صممه أدريان لافورغ، اكتمل في عام 1932 وأعيد استخدامه كبرلمان في السبعينيات.[9]
- على الجانب الشرقي، صف من المباني التجارية بما في ذلك فندق فندق باليما الشاهق، الذي صممه فرانسوا روبرت واكتمل في عام 1932.[10]
- متحف محمد السادس للفن الحديث والمعاصر، صممه كريم شقور وافتتح عام 2014.[11]
- ثانوية مولاي يوسف عام 1916.
- مسجد السنّة، بُني في القرن الثامن عشر وتغيّر كثيرًا منذ ذلك الحين.

إلى الجنوب الشرقي، تحد الوزارات الشارع وينتهي عند مدخل مقر المحمية السابق، الذي أصبح الآن وزارة الداخلية، صممه ألبرت لابراد واكتمل في عام 1924:
- فيلا الفنون، مؤسسة المدى؛
- مفتشيات القوات المسلحة الملكية المغربية.
- وزارة الصحة.
- وزير الزراعة والثروة السمكية.
- وزارة الاقتصاد والمالية
- الأمانة العامة للحكومة.

## معرض الصور

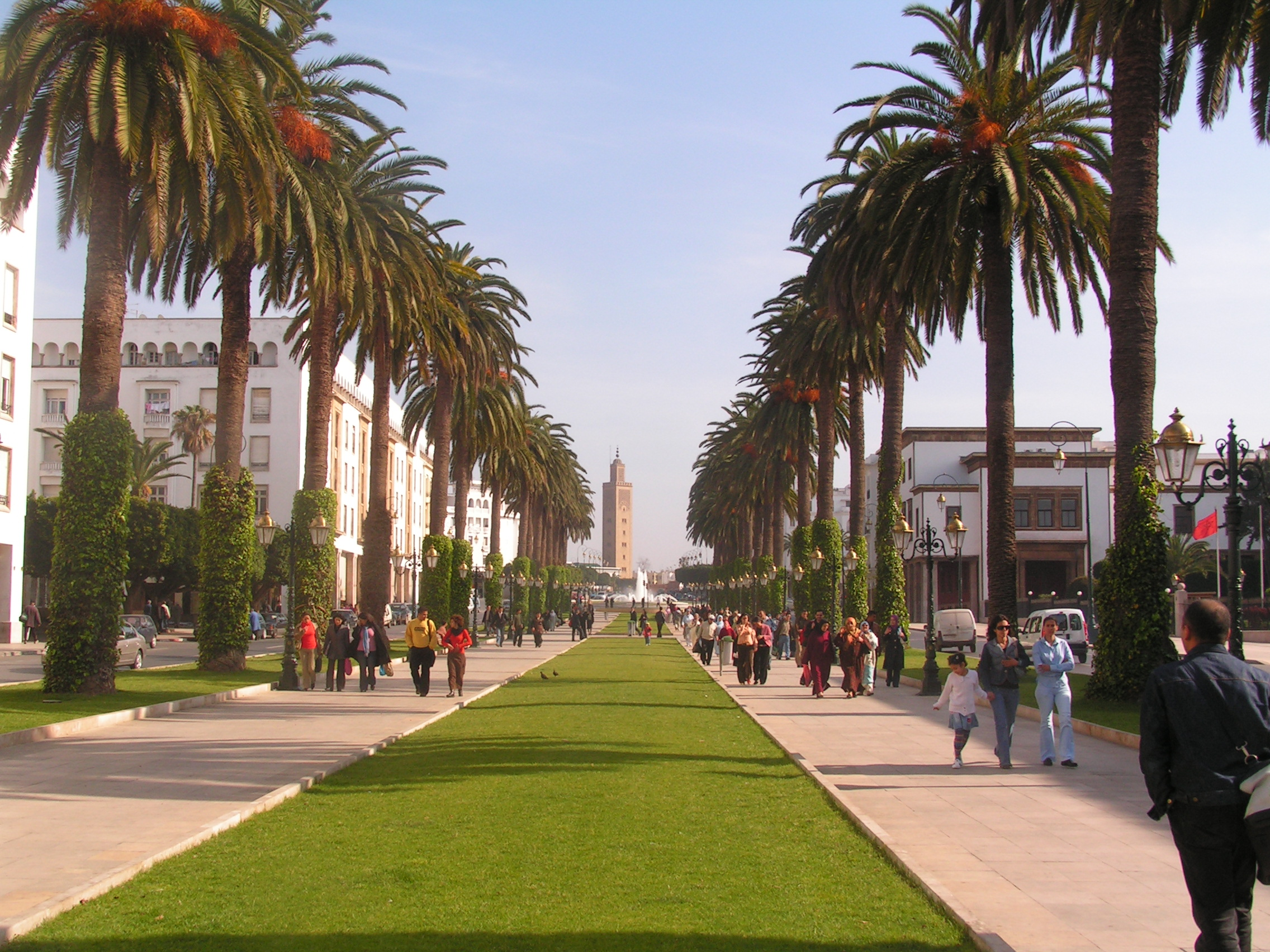
منظور الشارع مع مسجد السنة في نهايته الجنوبية
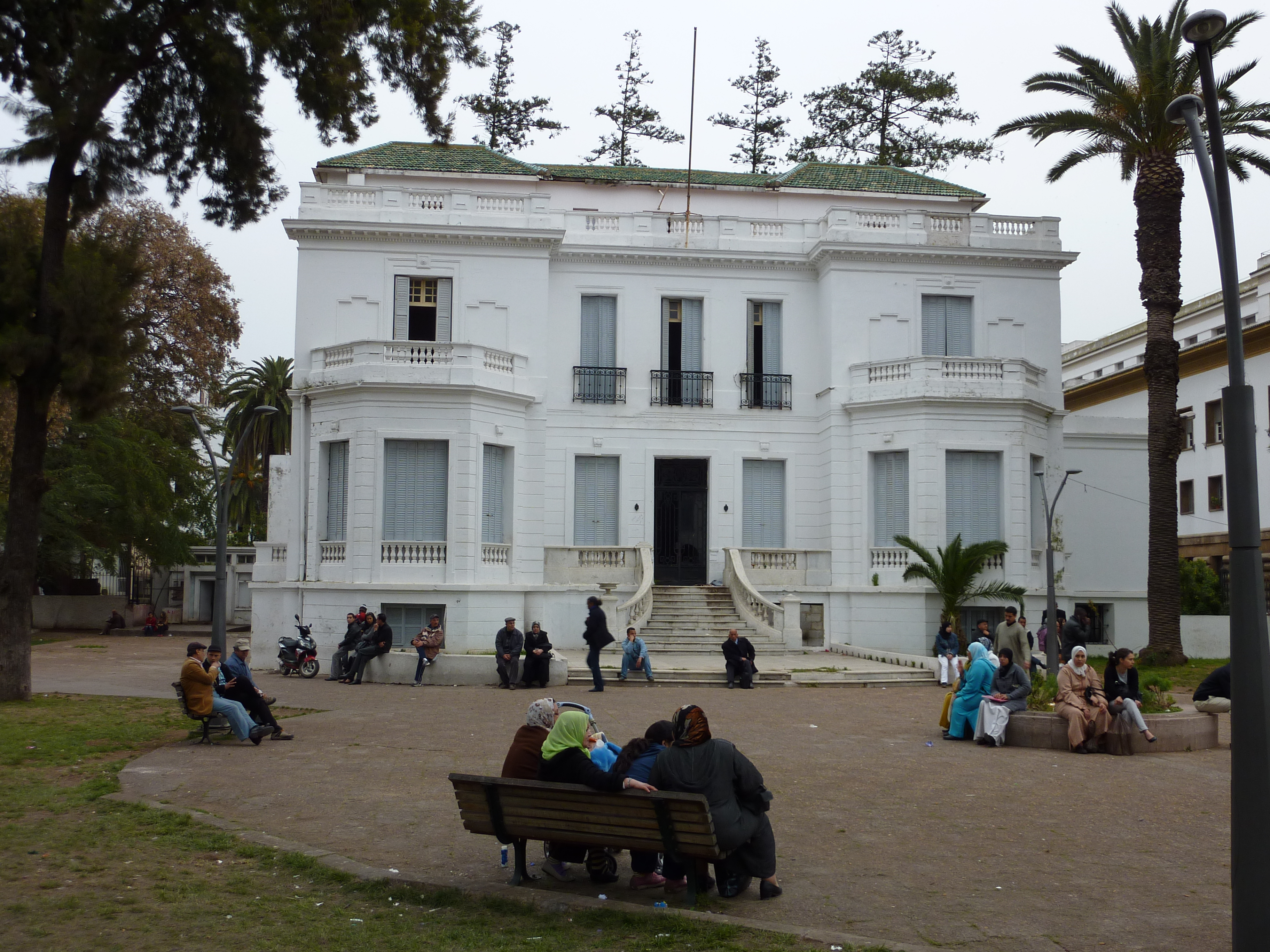
مبنى المحكمة السابق
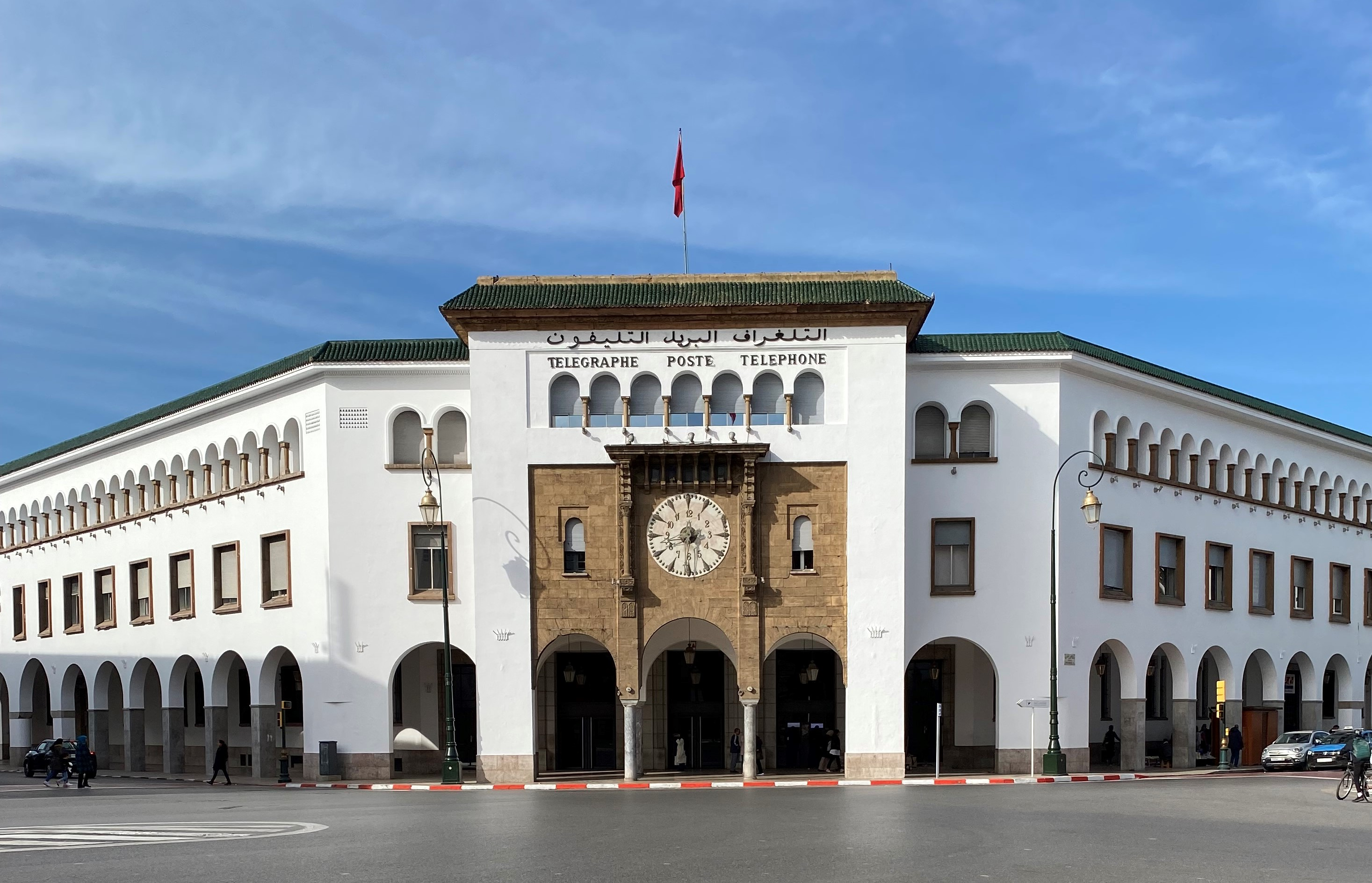
مكتب البريد المركزي
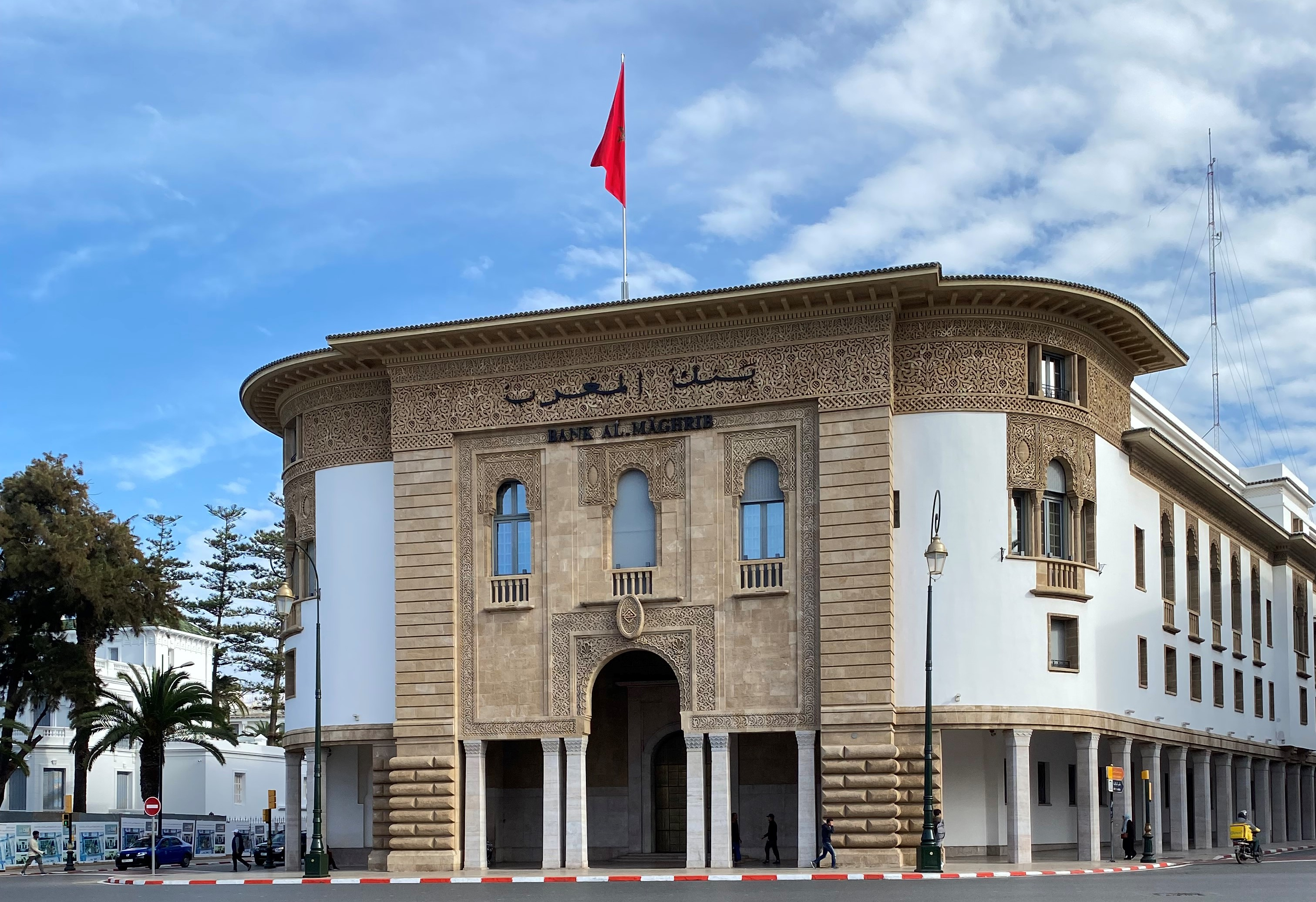
بنك المغرب
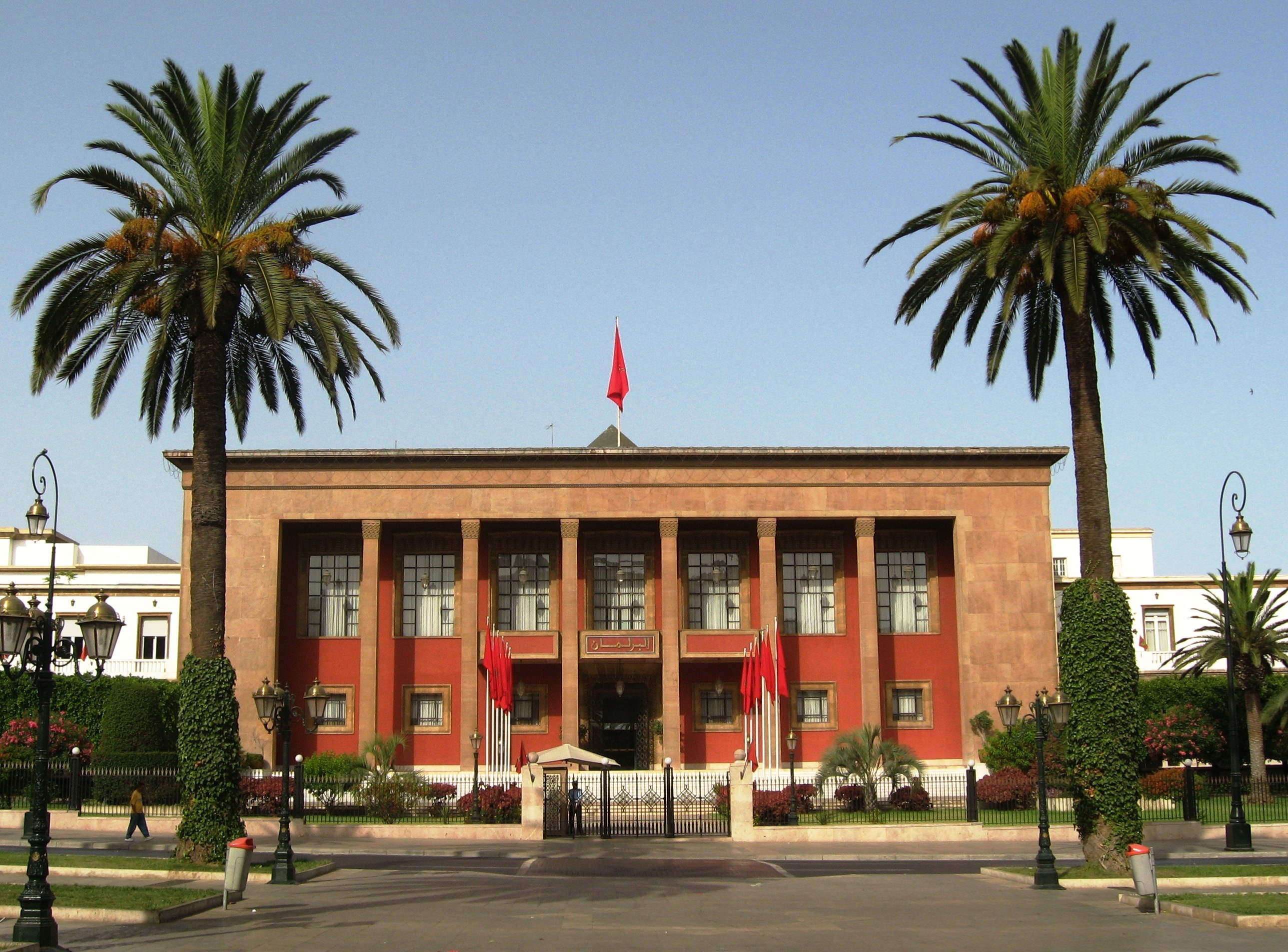
مبنى البرلمان
المباني التجارية على الجانب الشرقي من الشارع
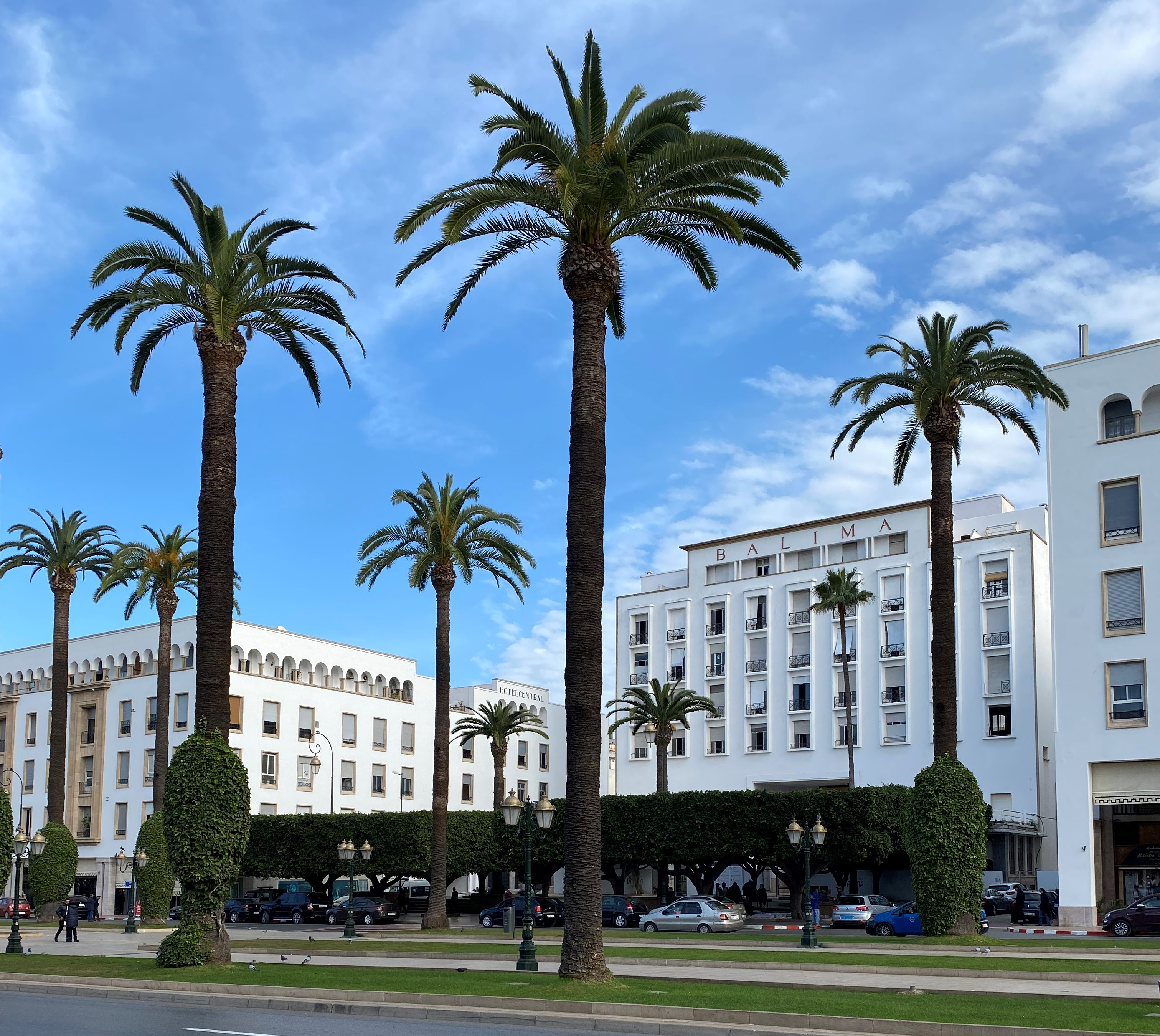
فندق باليما
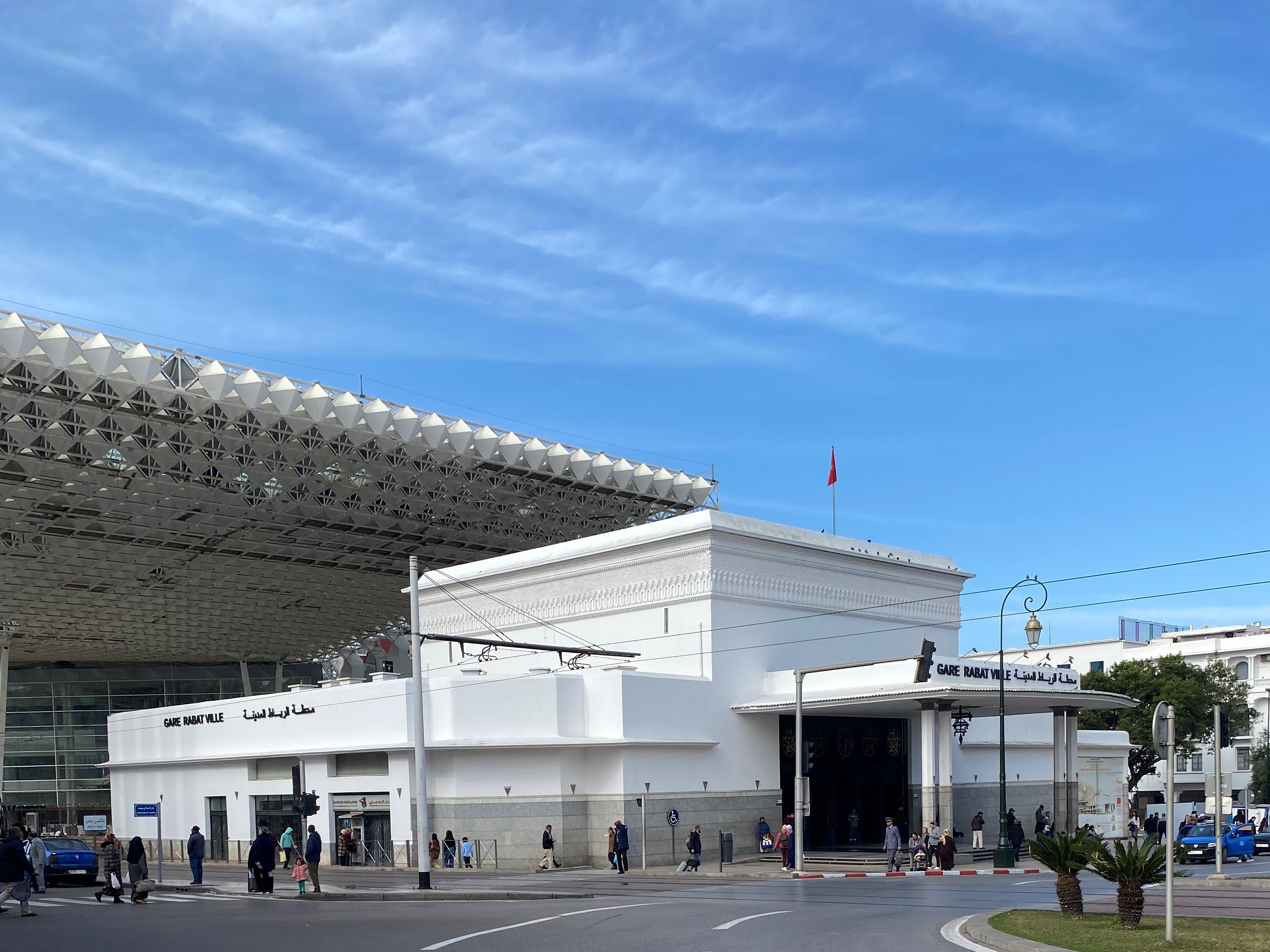
محطة القطار
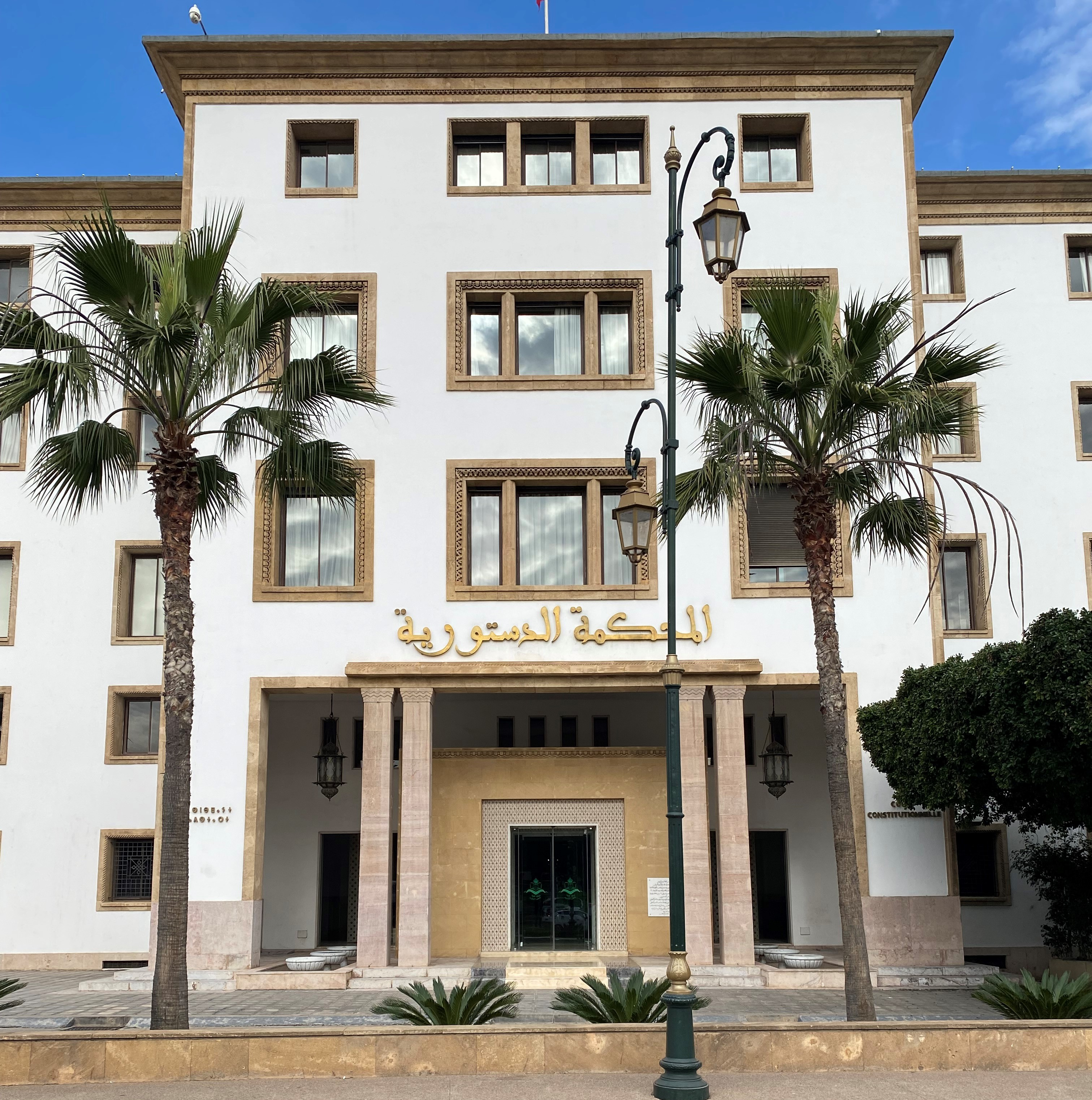
المحكمة الدستورية
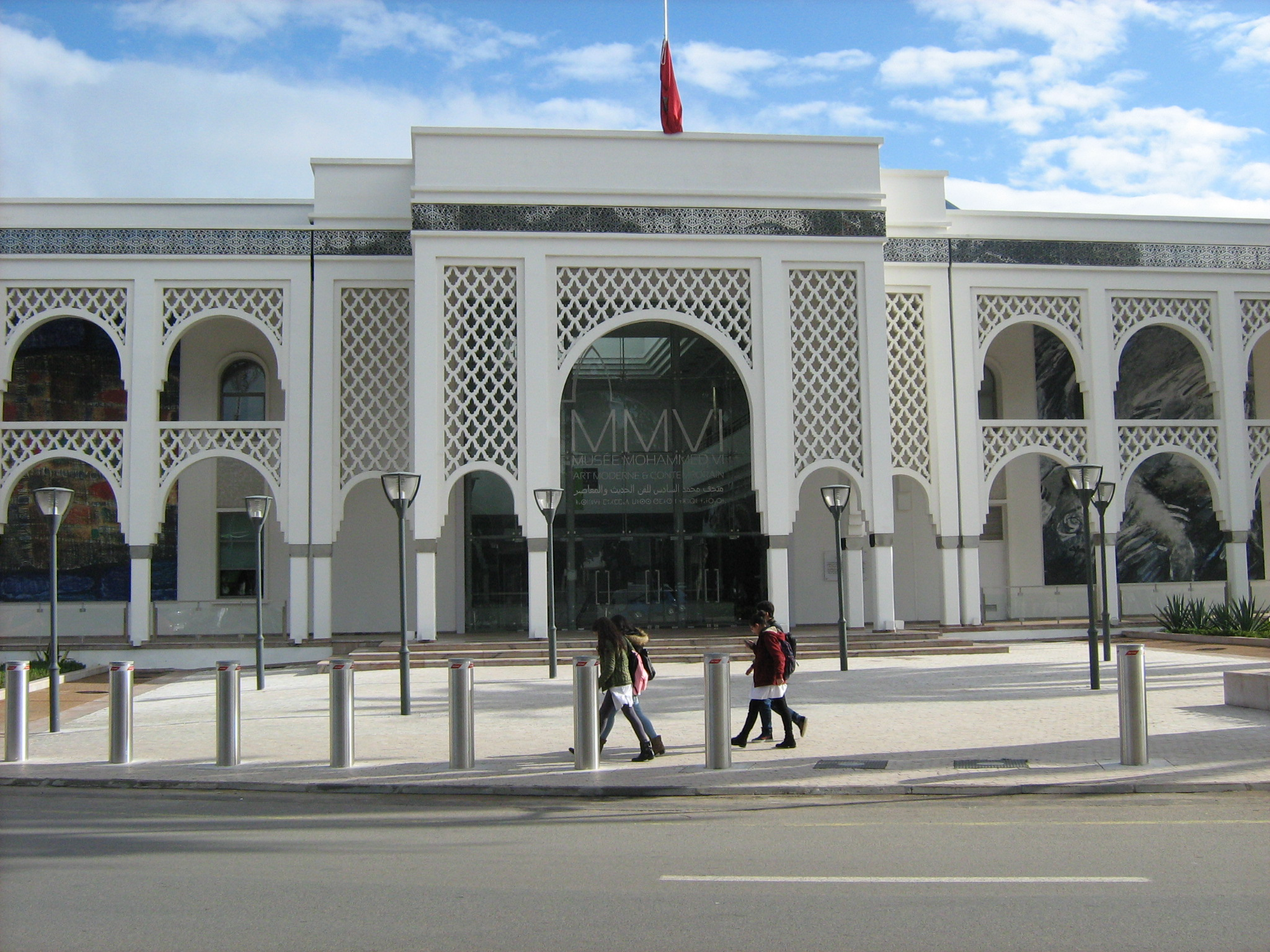
متحف محمد السادس
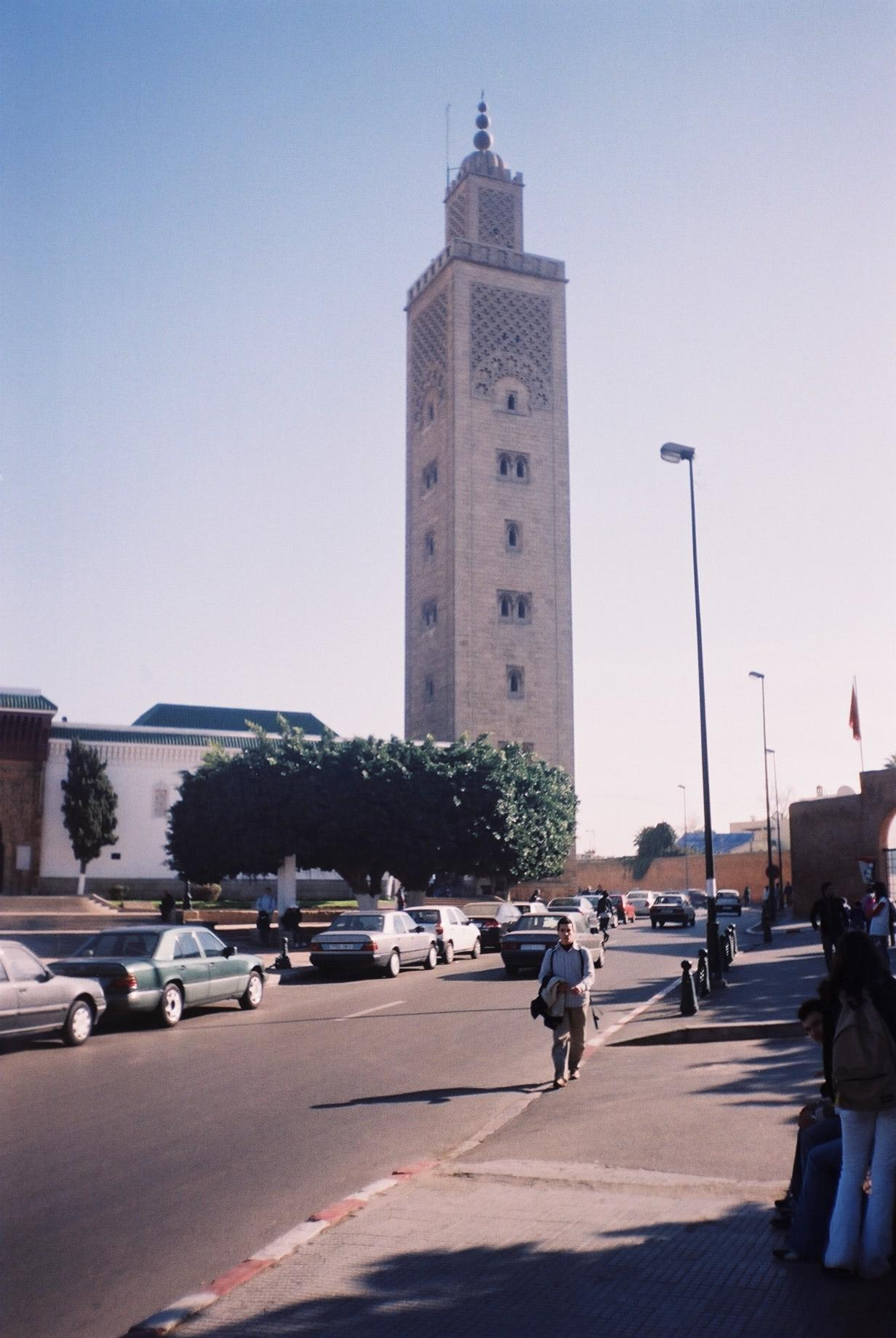
مسجد السنة

## أنظر أيضا
- ساحة محمد الخامس بالدار البيضاء